# Hippiatrica
La Hippiatrica, conegut també com a Hippiatrika o Corpus Hippiatricorum Graecorum (en grec: Ἱππιατρικά) és una recopilació produïda durant l'Imperi Romà d'Orient sobre textos grecs antics, principalment fragments, dedicats a la cura i curació del cavall. Els textos probablement van ser compilats al segle v o VI dC per un editor desconegut. Actualment, la recopilació es conserva en cinc revisions en 22 manuscrits (que contenen 25 còpies) que van entre els segles X al XVI dC. Entre els segles x i xiii es va confeccionar un resum Epítome de la Hippiatrica que serviria de font de la veterinària medieval.

## Terminologia
La terminologia utilitzada a l'Antiguitat clàssica per anomenar els professionals de la salut animal va variar d'acord amb el context cultural en el qual ens situem. Inicialment s'utilitzava la paraula hippiatros: hippos (cavall) + iatros (metge) a l'antiga Grècia com a professional de la cura dels cavalls. Durant l'Imperi romà. Columela va ser el primer en utilitzar ueterinarius (verterinari) pels tècnics de la salut en les bèsties de càrrega (veterius, veterinae). Durant l'Antiguitat Tardana va aparèixer el terme mulomédicus per anomenar els practicants de la medicina del bestiar incorporant aquí també els èquids, i especialment amb l'Edicte de Dioclecià. Durant l'edat mitjana a Europa s'utilitza albeitar al Regne de Castella (d'origen islàmic al-baytar) o menescal a la Corona d'Aragó (marechal en el nord d'Europa). Durant el segle xvi es recupera el terme veterinari per tots els professionals de la salut animal, deixant el hippiatres i la hippiatria per la cura de les malalties dels èquids. Només amb l'organització de les primeres escoles de veterinària al segle xviii es consolidaria el terme veterinari i veterinària per anomenar tots els treballadors de la salut animal.

## Continguts
Les principals fonts d'aquesta compilació la constitueixen els següents textos sobre malalties del cavall produIts durant l''Antiguitat tardana: els manuals veterinaris d'Apsyrtus, Eumelus (un veterinari a Tebes, Grècia) Hierocles, Hipòcrates i Theomnest, així com l'obra de Pelagoni (enquadrat en literatura llatina) i la traducció al grec de la recopilació agronòmica feta per Anatolius. Encara que els autors esmentats al·ludeixen als seus predecessors veterinaris grecs clàssics: a dir Xénofont i Simó d'Atenes, les arrels de la seva tradició es troben principalment en la literatura agrícola hel·lenística derivada de l'agrònom cartaginès Magó. Al segle x dC, es van afegir a la Hippiatrica dues fonts més de l'Antiguitat tardana: una obra de Tiberi i un conjunt anònim de pronòstics i remeis (en grec: Προγνώσεις καὶ ἰάσεις). Pel que fa al contingut, les fonts de la Hippiatrica no ofereixen una exposició sistemàtica de la ciència veterinària i emfatitzen el tractament pràctic: dieta, terapèutica i cirurgia, més que en l'etiologia o la recerca mèdica. No obstant això, la recopilació conté una gran varietat de formes i estils literaris: proverbis, poesia, encanteris, cartes, instruccions, definicions mèdiques, receptaris. En tota la Hippiatrica, el nom de Quiró, el centaure grec associat a la curació i vinculat a la medicina veterinària, apareix dues vegades (com a divinitat) en forma d'invocació retòrica i en forma d'encanteri; un cura anomenada cheironeion (en grec: χειρώνειον) de la qual rep el nom de la figura mitològica.

## Llegat
A partir del s.VIII dC, en l'Occident cristià, la xarxa d'escoles monàstiques van afavorir la traducció dels clàssics grecollatins a les llengües vernacles de cada estat. Erudits de diferents països van viatjar als centres on es dipositaven les fonts clàssiques i les versions que els àrabs havien adaptat per incorporar el coneixement clàssic. Escoles com la de Traductores de Toledo i la Salernitana de la dinastia Hohenstaufen ho van afavorir. Els manuscrits hippiàtrics es van conservar en els monestirs medievals com Saint Gall en forma de resums o amb transcripcions d'alguna de les parts dels autors que formaven part de la compilació del Corpus Hippiatricorumi van servir com a focus d'irradiació del coneixement veterinari.